# Diga di Ma'rib
La diga di Ma'rib (in arabo سد مأرب‎?, Sadd Maʾrib) fu edificata per frenare le acque dell'uadi Adhana (o Dhana) nella valle del Dhana, nelle colline di Balaq, in Yemen. Le attuali rovine appartengono alla diga crollata nel VII secolo dopo Cristo. Costituisce una delle meraviglie ingegneristiche del mondo antico, rimasta peraltro ignota al mondo mediterraneo, ed è una delle principali ragioni della eccezionale fioritura della cultura sabea.
Dal gennaio 2023 i resti della diga di Ma'rib fanno parte del sito seriale dei luoghi salienti dell'antico regno di Saba riconosciuto dall'UNESCO come patrimonio dell'umanità.

## La Grande Diga di Maʾrib
Il sito dell'antica diga di Maʾrib si trova a monte (sud-est) dell'antica città di Maʾrib, l'antica capitale del Regno di Saba, ritenuta il leggendario reame della biblica regina di Saba. Il Regno di Saba'a fu una prospera nazione commerciale che vantava il monopolio dei traffici dell'incenso e di altre preziose spezie arabe ed etiopiche. I Sabei edificarono la diga per irreggimentare le precipitazioni delle  piogge periodiche monsoniche provocate dalle vicine elevazioni montuose. Scopo di questa diga, come di altre meno note ma presenti nell'Arabia meridionale, era la regolamentazione del deflusso dell'acqua che, grazie a un sistema di canali, serviva a irrigare le terre circostanti.
Recenti ritrovamenti archeologici suggeriscono che un semplice sbarramento di terra e una rete di canalizzazioni furono costruite già verso il 2000 a.C. I lavori per la costruzione della prima diga di Māʾrib, ebbero inizio tra il 750 a.C. e il 700 a.C., in concomitanza con l'avvio del commercio dell'incenso, e richiesero un secolo all'incirca per essere completati (il Mukarrib Ali Yanuf bin Dhamar Ali ebbe il suo nome scolpito in alcune parti della diga per ricordarne il completamento). Lo sbarramento, a sezione triangolare, era di terra compressa, largo 580 m e alto 4 metri; si sviluppava lungo due gruppi di rocce su entrambe le sponde del fiume ed era collegato alla roccia di fondo grazie a una consistente opera muraria in pietra. Dalla diga l'acqua fluiva, attraverso alcune chiuse soprastanti, alla rete di canali d'irrigazione. Il limo portato dall'acqua tendeva a ostruire le chiuse, rendendo necessario un continuo lavoro di riassetto ingegneristico dell'opera per consentire il regolare deflusso dell'acqua. Verso il 500 a.C. l'altezza della diga aveva raggiunto i 7 metri, e si rese necessario un rafforzamento della diga stessa tramite un ulteriore apporto di pietre e rocce, che portò alla costruzione di due chiuse, una a meridione e una a settentrione.
Dopo la fine del Regno di Saba, il controllo della diga cominciò ad essere assicurato, verso il 115 a.C., dagli Himyariti. Costoro effettuarono un restauro del manufatto, creando una struttura di 14 metri di altezza, con sostanziosi rimaneggiamenti delle chiuse meridionale e settentrionale. Questi lavori non finirono prima del 325 e consentirono l'irrigazione di 100 km² di territorio.
Con il tempo la diga conobbe numerosi danni dovuti probabilmente all'incuria che portò a crolli e falle come attestano le iscrizioni ritrovate. L'iscrizione più antica risale al IV secolo d.C. ai tempi di Thaʿran Yuhanʿim e di suo figlio Malikkarib Yunaʿm. La seconda, di cento righe che si trova a Ma'rib stessa, si colloca fra il 451 e il 456 d.C. Altre tre iscrizioni sarebbero del VI secolo d.C. e sono opera di Abraha che le ha poste per ricordare l'attività di restauro compiuta sotto il suo dominio. Nel 570, o 575, le chiuse della diga si sarebbero ostruite ancora una volta, in un modo per l'epoca irrimediabile.

## La tradizione araba
La distruzione della diga è ricordata nel Corano, sūra di Saba (Cor. 34:16-17) in cui non è esplicitamente citata Ma'rib ma si parla di una inondazione e della catastrofe seguita al cedimento di una diga, catastrofe che tutto travolse distruggendo le terre coltivate, i due giardini. Questo episodio è ricordato nel Corano in quanto, come tanti altri avvenimenti, serva da monito agli uomini che intendono abbandonare la retta via allontanandosi dal credere nel Dio unico, in Allah. 
Secondo la tradizione araba l'inondazione e la conseguente rovina del sistema irriguo avrebbe provocato l'abbandono delle terre coltivabili e l'emigrazione di gran parte degli abitanti la zona.
Infatti gli storici arabi fanno risalire a questa catastrofe la dispersione delle tribù arabe e la loro distribuzione nella penisola arabica e nella zona siro-irachena.
Secondo quanto riportano alcuni antichi storici arabi come Ibn Hisham (750-827) e, soprattutto, al-Masʿūdī (m. 956), la diga sarebbe stata danneggiata da dei topi che avevano rosicchiato con i loro denti "di ferro" le pietre della base della diga stessa .

## Il bombardamento del 2015
Nel giugno 2015 il sito archeologico che contiene i resti della diga è stato colpito duramente da bombardamenti aerei da parte delle forze armate saudite impegnate a supporto delle forze fedeli al presidente yemenita 'Abd Rabbih Mansur Hadi contro i ribelli sciiti Houthi: secondo alcuni archeologi dell'Istituto Archeologico Tedesco nel raid aereo sarebbe stata colpita la chiusa settentrionale, finora la meglio conservata.

## L'attuale diga
Nel 1986 una nuova diga di 38 metri d'altezza e di 763 metri di lunghezza è stata completata sul fiume Dhana, creando un bacino della capacità di 398 milioni di metri cubi d'acqua. La diga è situata 3 chilometri a monte delle rovine dell'antica diga di Māʾrib.